# Suitbert (Verden)
Suitbert (auch Suiebert, Swibert, Swibrecht) († um 800) soll der erste Bischof von Verden gewesen sein und ist ein Heiliger der katholischen Kirche.
Verlässliche Nachrichten über ihn gibt es nicht. Er soll Angelsachse und zunächst Mönch im Kloster Amorbach gewesen sein. Von Karl dem Großen soll er 786 als Bischof in das nördliche Ostfalen entsandt worden sein. Sein Name wurde in einer Karl zugeschriebenen Urkunde genannt. Bei dieser handelt es sich aber um eine Fälschung des 12. Jahrhunderts. Hintergrund war, dass Bischof Hermann von Verden eine falsche Frühgeschichte des Bistums konstruieren ließ, um Ansprüche des Erzbistums Bremen abzuwehren. Möglicherweise hat es einen solchen Bischof also nie gegeben.
Er wurde als Heiliger früher auch im Bistum Osnabrück verehrt. Sein Gedenktag war der 30. April später war es der 11. Mai.